# Okres Laufen
Okres Laufen (německy Bezirk Laufen), zvaný také Laufental, je jedním z 5 okresů v kantonu Basilej-venkov ve Švýcarsku. Administrativním centrem okresu je Laufen.

## Geografie
Údolí Laufental o rozloze téměř 90 km² s celkem třinácti obcemi se nachází v hospodářském regionu severozápadního Švýcarska v metropolitní oblasti Basileje. Sousedí s kantony Jura a Solothurn a na západě se dotýká francouzských hranic.

## Historie

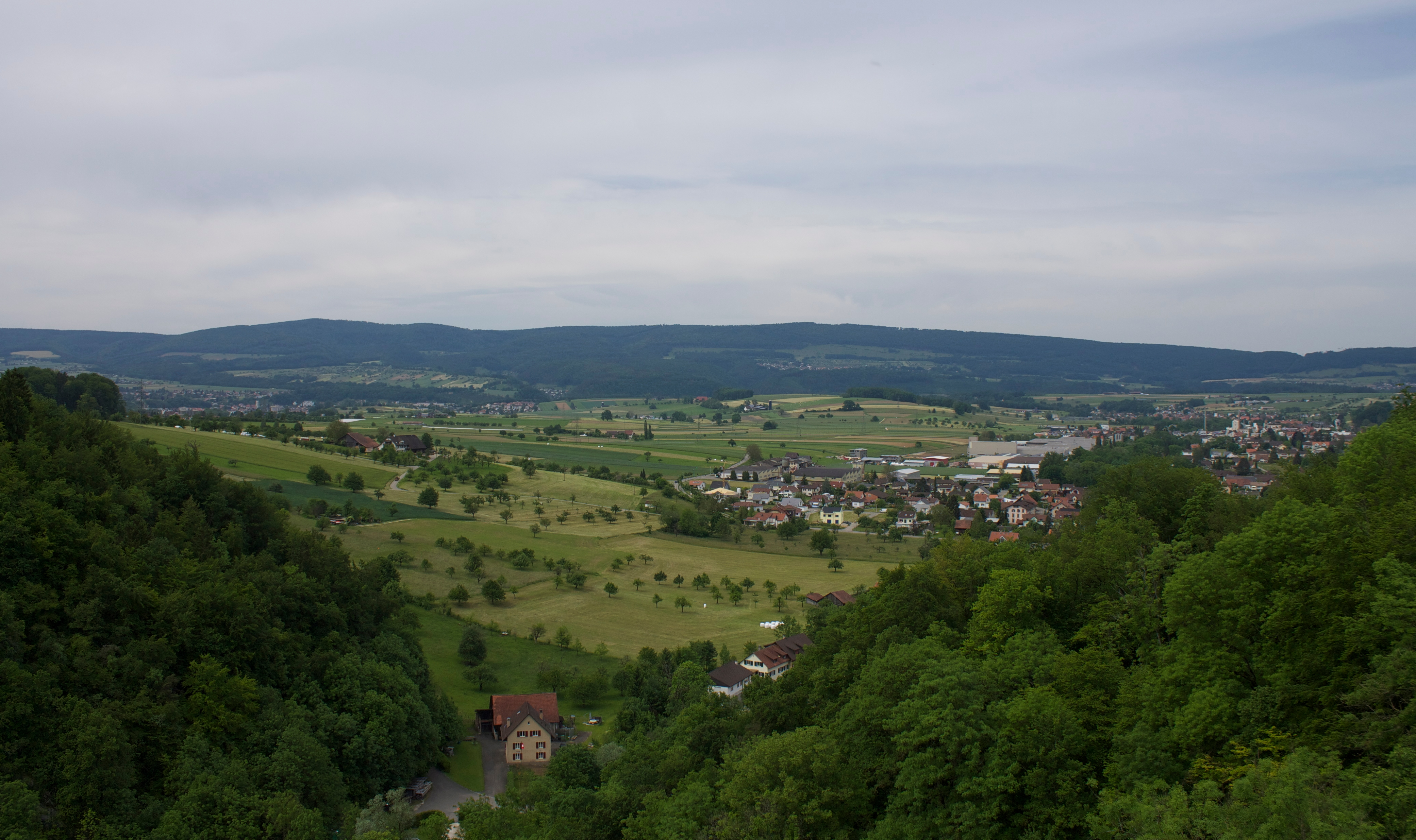
Pohled na Laufental

Po Napoleonově porážce na konci roku 1813 v bitvě u Lipska se spojenecké armády (Rusko, Prusko, Rakousko) vydaly na pochod k Francii. V rozporu se švýcarskou neutralitou umožnila Basilej v roce 1814 80 000 vojákům překročit most Mittlere Brücke přes Rýn v Basileji a pochodovat přes bývalé basilejské knížecí biskupství do boje s Napoleonovou armádou. Toto gesto nebylo zapomenuto na Vídeňském kongresu a vedlo k připojení devíti katolických obcí oblasti, zvané Birseck, k Basileji za určitých podmínek.
Pro vítězné mocnosti ve Vídni v roce 1815 bylo prvním úkolem vybrat nového vládce nad knížecím biskupstvím bez majitele, který by dokázal vojensky bránit údolí a průsmyky. Právě tuto oblast využili Francouzi jako záminku pro vpád do Švýcarska v roce 1797. Basilej k tomu nebyla vhodná. Potřebnou vojenskou silou disponoval pouze Bern, který měl mezi spojenci Biel a jižní údolí Jury.
Aargau a Vaud, o které Bern přišel již v roce 1803, byly již uznány jako kantony na základě zákona o zprostředkování a otázka odškodnění Bernu se zdála být druhořadá. V roce 1815 již panství Pfeffingen neexistovalo více než dvacet let. Nemělo smysl nepřidělit Duggingen a Grellingen Bernu. Údolí řeky Birs tvořilo geografický celek až k hradu Angenstein, který byl strategickou pevností Bernu a vstupní branou do Jury.

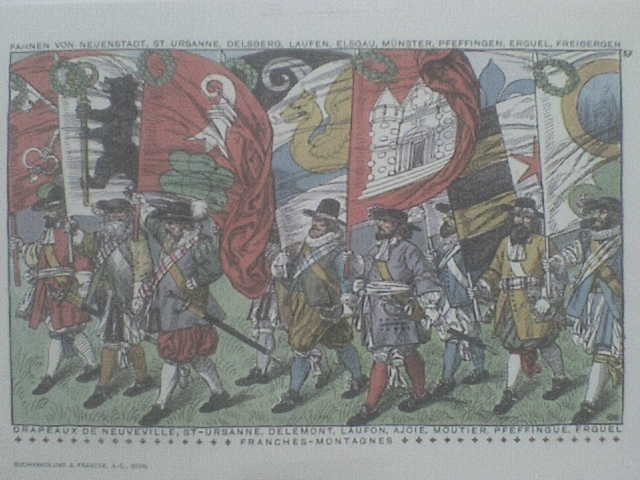
Vlajka Laufenu v rámci basilejského knížecího biskupství

Basilej nechtěla s Laufentalskými mít nic společného. Stejně, jako v případě údolí Fricktal, v roce 1803 nechtěla Basilej na svém území katolíky, ani příliš mnoho sedláků. Již v roce 1798 zapálili statkáři tři hrady zemského správce a Basilej pociťovala důsledky jejich vzpoury až do roku 1833.
Když se Jura v roce 1979 stala samostatným kantonem, Laufental, který byl izolován od kantonu Bern a stal se exklávou, dostal možnost připojit se k sousednímu kantonu, nebo zůstat součástí Bernu. Volba padla na kantony Solothurn, Basilej-venkov a Basilej-město. O přechodu do vybraného kantonu mělo být následně hlasováno proti možnosti setrvání v kantonu Bern. Po prvním referendu 13. ledna 1980 se do užšího výběru dostaly Basilej-venkov (52 %) a Solothurn (32 %), zatímco Basilej-město (16 %) byla odmítnuta. Ve druhém referendu 16. března 1980 zvítězila Basilej-venkov (65 %), zatímco „Akční výbor pro Solothurn“ neměl žádný vliv. V referendu 11. září 1983, v němž se rozhodovalo mezi Bernem a Basilejí-venkovem, hlasovalo téměř 57 % obyvatel okresu pro setrvání v Bernu. Poté, co však v roce 1984 v rámci bernské finanční aféry vyšlo najevo, že kanton Bern neoprávněně finančně podporoval kampaň v Laufentalu ve svůj prospěch, vypukl soudní spor, který trval několik let. Spolkový nejvyšší soud nakonec rozhodl ve prospěch stěžovatelů z hnutí Laufental a nařídil opakování referenda. Dne 12. listopadu 1989 se většina 51,7 % obyvatel Laufentalu vyslovila pro přijetí Laufentalské smlouvy, a tím pro připojení ke kantonu Basilej-venkov. Poté, co Švýcarská konfederace jako celek souhlasila se změnou kantonu Laufental, se 1. ledna 1994 stal součástí kantonu Basilej-venkov.

## Seznam obcí
| Znak              | Název obce        | Počet obyvatel (31. 12. 2022) | Rozloha (km²) | Hustota zalidnění (obyv./km²) |
| ----------------- | ----------------- | ----------------------------- | ------------- | ----------------------------- |
| Blauen            | Blauen            | 702                           | 7,12          | 99                            |
| Brislach          | Brislach          | 1701                          | 9,42          | 181                           |
| Burg im Leimental | Burg im Leimental | 271                           | 2,84          | 95                            |
| Dittingen         | Dittingen         | 730                           | 6,75          | 108                           |
| Duggingen         | Duggingen         | 1598                          | 5,86          | 273                           |
| Grellingen        | Grellingen        | 1926                          | 3,29          | 585                           |
| Laufen            | Laufen            | 5906                          | 11,40         | 518                           |
| Liesberg          | Liesberg          | 1083                          | 12,46         | 87                            |
| Nenzlingen        | Nenzlingen        | 464                           | 3,66          | 127                           |
| Roggenburg        | Roggenburg        | 264                           | 6,67          | 40                            |
| Röschenz          | Röschenz          | 1878                          | 10,07         | 186                           |
| Wahlen            | Wahlen            | 1542                          | 5,41          | 285                           |
| Zwingen           | Zwingen           | 2685                          | 4,61          | 582                           |
| Celkem (13)       | Celkem (13)       | 20 750                        | 89,56         | 232                           |